# Chrysophyllum prunifolium
Chrysophyllum prunifolium är en tvåhjärtbladig växtart som beskrevs av John Gilbert Baker. Chrysophyllum prunifolium ingår i släktet Chrysophyllum och familjen Sapotaceae. Inga underarter finns listade i Catalogue of Life.